# قانون التمكين في 24 مارس 1933

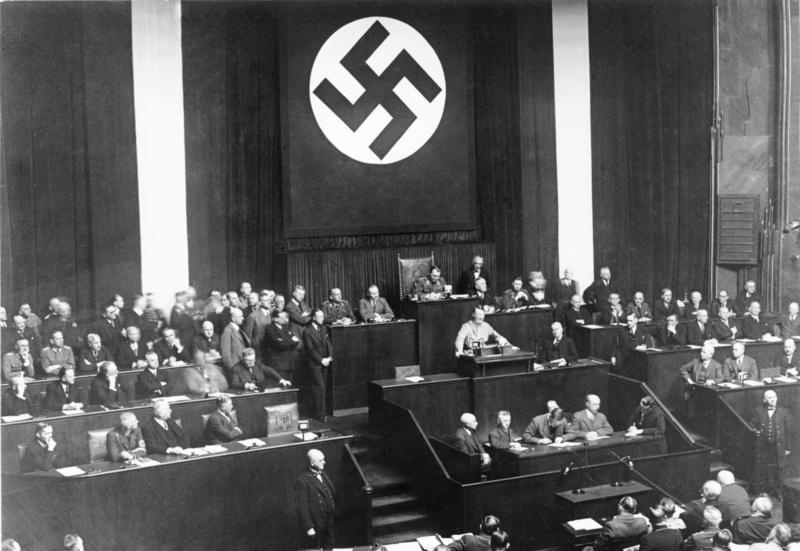
خطاب أدولف هتلر في قانون التمكين

في 11 مارس، تم إنشاء الرايخستاج الجديد في مراسم افتتاح أقيمت في الموقع العسكري التابع لكنيسة بوتسدام (بالألمانية: Potsdam). وتم التخطيط لإقامة «يوم بوتسدام» بحيث يظهر التصالح والوحدة بين الحركة النازية الثورية و«بروسيا القديمة» ومن فيها من صفوة الشخصيات وما فيها من فضائل. وظهر هتلر في الاحتفال مرتديًا سترة رسمية طويلة مشقوقة الذيل وهو يحيي بتواضع الرئيس كبير السن - هيندنبورج.
وبسبب فشل النازيين في الحصول على أغلبية مقاعد البرلمان وحدهم، فقد توجهت حكومة هتلر إلى الرايخستاج الجديد بقانون أطلق عليه اسم قانون التمكين؛ وهو قانون يمنح مجلس الوزراء سلطات تشريعية لمدة أربع سنوات. وبالرغم من أن مشروع القانون الذي تقدم به النازيون لم يكن خطوة غير مسبوقة في تاريخ السياسة الألمانية، فإن القانون الذي تقدموا به كان مختلفًا لأنه يسمح بالانحراف عن الدستور. ولأن الموافقة على مشروع القانون تستلزم الحصول على أغلبية تتمثل في ثلثي عدد أصوات الرايخستاج، فإن الحكومة كانت في حاجة إلى الحصول على تأييد الأحزاب الأخرى. وحسم حزب الوسط - ثالث أكبر حزب ممثل في الرايخستاج - الموقف؛ فقد قرر الحزب تحت زعامة لودفيج كاس أن يقوم بالتصويت في صالح قانون التمكين. واتخذ الحزب هذا القرار في مقابل التعهدات الشفوية التي قدمتها له الحكومة بحصول الكنيسة على الحرية الكاملة، وقيام الولايات الألمانية باتفاقيات مع البابا لتنظيم الشئون الكنسية بالإضافة إلى تأمين الاستمرار لوجود حزب الوسط على الساحة السياسية.

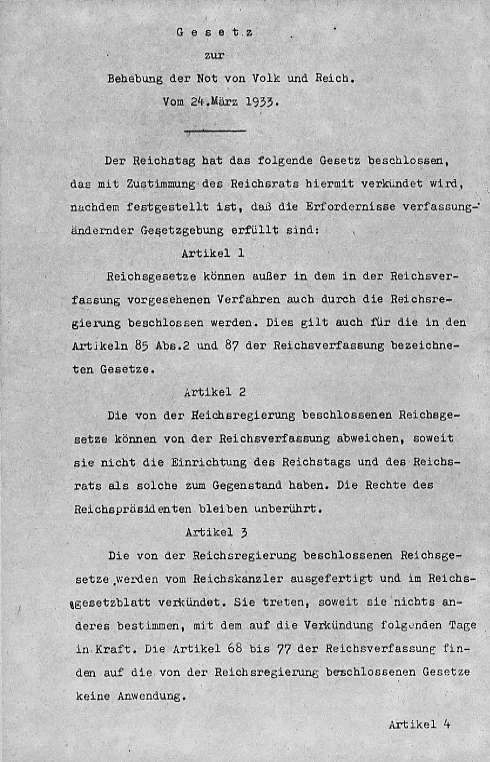
القانون الصفحة (1)

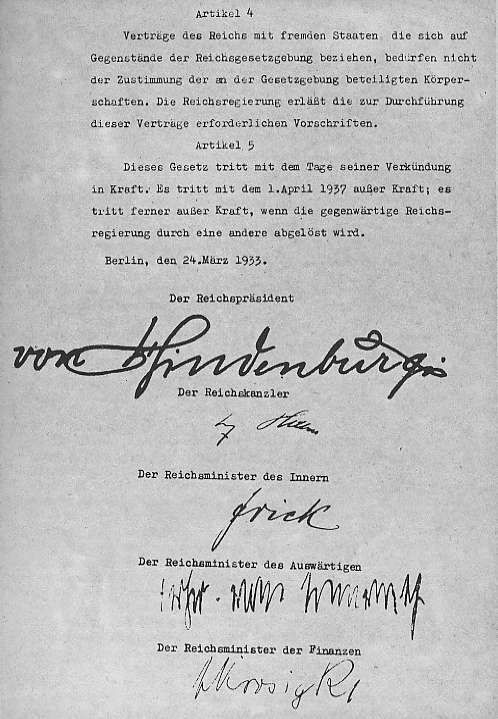
القانون الصفحة (2) مع التوقيع

وفي الثالث والعشرين من مارس، اجتمع الرايخستاج في مبنى بديل للمبنى المحترق في ظل ظروف مضطربة. وقام بعض أفراد كتيبة العاصفة بدور الحرس في هذا الاجتماع بينما كانت الجموع الغفيرة تصيح خارج المبنى وتردد الشعارات والتهديدات متوعدين حرق من يصوت ضد القرار للنواب المتوافدين على المبنى. وأعلن كاس أن حزب الوسط يؤيد مشروع القانون «واضعًا مخاوفه جانبًا» بينما اعترض اوتو فيلز الذي ينتمي للديمقراطيين الاشتراكيين على القانون في الخطاب الذي ألقاه أمام البرلمان المجتمع. وفي نهاية اليوم، صوتت كل الأحزاب عدا الديمقراطيين الاشتراكيين لصالح مشروع القانون. أما الشيوعيين بالإضافة إلى بعض الديمقراطيين الاشتراكيين، فقد مُنعوا من الحضور. وبالفعل مرر القانون بمعارضهدو 96 نائبًا من أصل 525 وتعهد هتلر باستخدام صلاحياته من اجل الشعب الألماني وفي أضيق الحدود، وفي اليوم التالي حل البرلمان وأعدم 96 معارضًا وألغيت مؤسسة الرئاسة بعد ذلك وعانت ألمانيا ويلات الديكتاتورية والسلطة المطلقه وبعد سقوط هتلر تم تخليد ال96 معارض بنصب تذكاري امام البوندستاج. وهكذا، قام قانون التمكين بالإضافة إلى مرسوم حريق الرايخستاج بتحويل حكومة هتلر إلى حكومة ديكتاتورية تعمل تحت مظلة القانون.

## نص القانون
أصدر الريشستاج القانون الآتي نصه، والذي أعلن بموجب موافقة الرايشسرات، بعد أن ثبت أن متطلبات التعديل الدستوري قد تم الوفاء بها:
المادة الأولي :
إضافة للإجراءات المنصوص عليها في الدستور، فإن قوانين الرايخ يمكن أن تصدرها حكومة الرايخ. وهذا يشمل القوانين المشار إليها في المادتين 58 الفقرة 2 والمادة 87 من الدستور.
المادة الثانية :
القوانين التي سنتها حكومة الرايخ قد تختلف مع الدستور، شريطة ألا تؤثر على مؤسسات الراشستاج والريشسرات، ولا تتأثر صلاحيات الرئيس.
المادة الثالثة :
يجب التصديق على القوانين التي سنتها حكومة الرايخ من قبل المستشار وتنشر في جريدة الرايخ الرسمية. وتصبح نافذة المفعول في اليوم التالي لإعلانها ما لم يصف تاريخ مختلف. والمواد 68 إلى 77 من الدستور لا تنطبق على القوانين التي يسنها حكومة الرايخ.
المادة الرابعة :
معاهدات الرايخ مع الدول الأجنبية التي تتعلق بمسائل التشريعات الوطنية وتتطلب مدة صلاحية، هذه القوانين لا تتطلب موافقة الريشتساج. يجب على حكومة الرايخ اعتماد التشريعات اللازمة لتنفيذ هذه الاتفاقات.
المادة الخامسة :
هذا القانون يدخل في نطاق التنفيذ في يوم إصداره. وينتهي في الأول من أبريل 1937، وينتهي أثره فوراً في حال تم تغيير حكومة الرايخ الحالية بأخري.